# Andrachne fragilis
Andrachne fragilis là một loài thực vật có hoa trong họ Diệp hạ châu. Loài này được M.G.Gilbert & Thulin mô tả khoa học đầu tiên năm 1988.